# Blázy János (lelkész, 1708–1773)
Ifjabb Blázy János, Blahoszlav, Ján Blasius (Zólyomlipcse, 1708. augusztus 8. – Nagypalugya, 1773. április 14.) evangélikus lelkész, Blázy János lelkész fia.

## Élete
Középiskoláit Besztercebányán kezdte, azután Győrbe ment magyarul tanulni és Pozsonyban folytatta. 1727–1731 között a breslaui, 1731-ben és a következő évben a wittenbergi egyetemen tanult. Hazájába visszatérvén, a selmecbányai iskola igazgatója volt 1735–1737 között; erre, mivel ezen iskola csupán a grammatikára szorítkozott, Körmöcbányára ment és az itteni iskolát 11 évig igazgatta. 1749 elején meghívták nagypalugyai evangélikus lelkésznek.

## Művei
- Speculum doctrinae evangelico-christianae. Vittenbergae, 1732. Miután ezen munkája ellen irt valaki, ő a következő értekezéssel védte azt.
- Schediasma apolegeticum
- Celé irdce milosti boží aneb wrancí a nábožné modlitty k času rauninin. 1756 (Az isteni kegyelem teljes füve vagyis reggeli imák; e könyvhöz van csatolva általa szerzett 69 egyházi ének)
- Doctrinae christiano-evangelicae speculum ordinem salutis ex purissimis Israelis fontibus deductum perpetuo nexu referens Vittebergae, 1733
- Jesu benedicente! Milawnjku pisnj duchownich rozkosse nové. Pozsony, 1743 (Templomi énekek, németből ford.)
- Roszkosse domu Božjho. Uo. 1779 (Isten templomának gyönyörűsége)

Egyházi énekei részben a Cithara Sanctorum és a Jakobei-féle Funebralban vannak